# Geschichte der Walachei

Lage der Walachei in Rumänien (die Region ist in Kleine Walachei oder Oltenia und Große Walachei oder Muntenia unterteilt)

Die Geschichte der Walachei als eigenständiges Staatsgebilde begann de facto im frühen 14. Jahrhundert, als im November des Jahres 1330 Basarab I. (1310–1352) in der Schlacht bei Posada die von König Karl I. Robert angeführten Ungarn besiegte und so seine Unabhängigkeit gegenüber der ungarischen Krone durchsetzen konnte.
Die Entstehung der Walachei als Woiwodschaft war möglich geworden durch das Machtvakuum angesichts der Schwäche der diesen Raum kontrollierenden Mächte. Dank einer geschickten Schaukelpolitik und wechselnden Koalitionen zwischen den Tataren, Ungarn und den bulgarischen Herrschern konnten die lokalen Anführer ihren Handlungsspielraum ausweiten und schließlich einen eigenen Herrschaftsverband etablieren. Zu Beginn des 15. und Mitte des 16. Jahrhunderts setzte sich schrittweise die osmanische Oberhoheit durch, deren definitive Ausgestaltung um die Mitte des 16. Jahrhunderts stattfand und in der Phanariotenzeit Anfang des 18. Jahrhunderts kulminierte. Der wachsende Machtverfall der Hohen Pforte führte dazu, dass Russland zu Beginn des 19. Jahrhunderts den Anspruch erhob, als Schutzmacht über die Geschicke der Walachei mitzubestimmen.
Die Walachei bestand über ein halbes Jahrtausend als relativ klar fassbare politisch-administrative Einheit, als Herrschaftsverband unter wechselnder Oberhoheit und mit größtenteils stabilen Grenzen bis zum Jahr 1859, als durch die doppelte Wahl von Alexandru Ioan Cuza die Vereinigung der Fürstentümer Walachei und Moldau vollzogen und somit die Grundlagen des modernen rumänischen Staates gelegt wurden.

## Etymologie
Dem von dem Königreich Ungarn schon in der ersten Hälfte des 13. Jahrhunderts verwendeten Ausdruck der Terra Transalpina (wörtlich ‚Land jenseits der (transsilvanischen) Alpen‘, ähnlich wie veraltet ungarisch Havaselve ‚Land jenseits der Berge‘) entspricht die rumänische Bezeichnung Muntenia (wörtl. ‚Bergland‘) eine in der Moldau entstandene Bezeichnung für die Walachei. Diese Bezeichnungen beziehen sich im engeren Sinne nur auf den östlich des Olt gelegenen Teil der Walachei, die Große Walachei. Das Gebiet westlich des Olt, die Kleine Walachei, wurde auch nach der Integration in den walachischen Herrschaftsverband weiterhin als Banat von Severin bezeichnet. Der Begriff Oltenien für die Kleine Walachei ist eine auf die zweite Hälfte des 18. Jahrhunderts zurückgehende Neuschöpfung. Lange Zeit wurde unter diesem Begriff das Gebiet des Fogarascher Distriktes in Siebenbürgen verstanden. Als zusammenfassende Bezeichnung für die Walachei, die beide Gebiete, östlich wie westlich des Olt, umfasste, etablierte das ökumenische Patriarchat um die Mitte des 14. Jahrhunderts als Kanzleibegriff die Bezeichnung Ungrovlachia. Der Name Vlachia wurde um die Referenz auf das benachbarte und den Anspruch auf Lehenshoheit erhebende Ungarn ergänzt, um die Walachei nördlich der Donau von einer ganzen Reihe weiterer unter dem Namen Vlachia bekannter Gebiete in Südosteuropa zu unterscheiden. In der kirchenslawischen Kanzleisprache der Walachei erscheint der Landesname schließlich ab der zweiten Hälfte des 14. Jahrhunderts analog als Zemlja Ungrovlachiskaja ‚ungrovlachisches Land‘, ab dem 16. Jahrhundert in rumänischer Sprache als Tara Romäneascä ‚rumänisches Land‘. Vereinzelt wurde die Walachei in Anlehnung an ihren ersten Herrscher und Gründer der Dynastie im 14. und 15. Jahrhundert auch als Terra Bazarab bezeichnet, nicht zu verwechseln mit Bessarabien. Gelegentlich wurde ab der zweiten Hälfte des 14. Jahrhunderts in den Quellen auch Maior Vlachia (Walachei) von Minor Vlachia (Moldau), nicht zu verwechseln mit der Kleinen Walachei, unterschieden.

## Frühgeschichte

Römische Provinz Dakien im 1. Jh.

Spuren menschlichen Lebens sind schon für das Paläolithikum auf dem Territorium der Walachei nachweisbar. Im 1. Jahrhundert v. Chr. stand das Gebiet für kurze Zeit unter der Herrschaft des dakischen Königs Burebista. Seit dem Jahre 106 n. Chr. gehörte der westliche Teil der Walachei im Rahmen der römischen Provinz Dakien für 165 Jahre zum römischen Reich. Die römische Herrschaft östlich des Olt in der Großen Walachei dauerte bis ins Jahr 118 n. Chr. und war zusammen mit einem Teil der Kleinen Walachei der Provinz Moesia inferior (Niedermösien) angegliedert. Nach der Aufgabe der Provinzen nördlich der unteren Donau und dem Rückzug der römischen Verwaltung im Jahre 271 n. Chr. begann eine über ein Jahrtausend währende Zeit, aus der nur äußerst spärliche und wenig zuverlässige Informationen zur Geschichte der Walachei verfügbar sind.

## Völkerwanderung

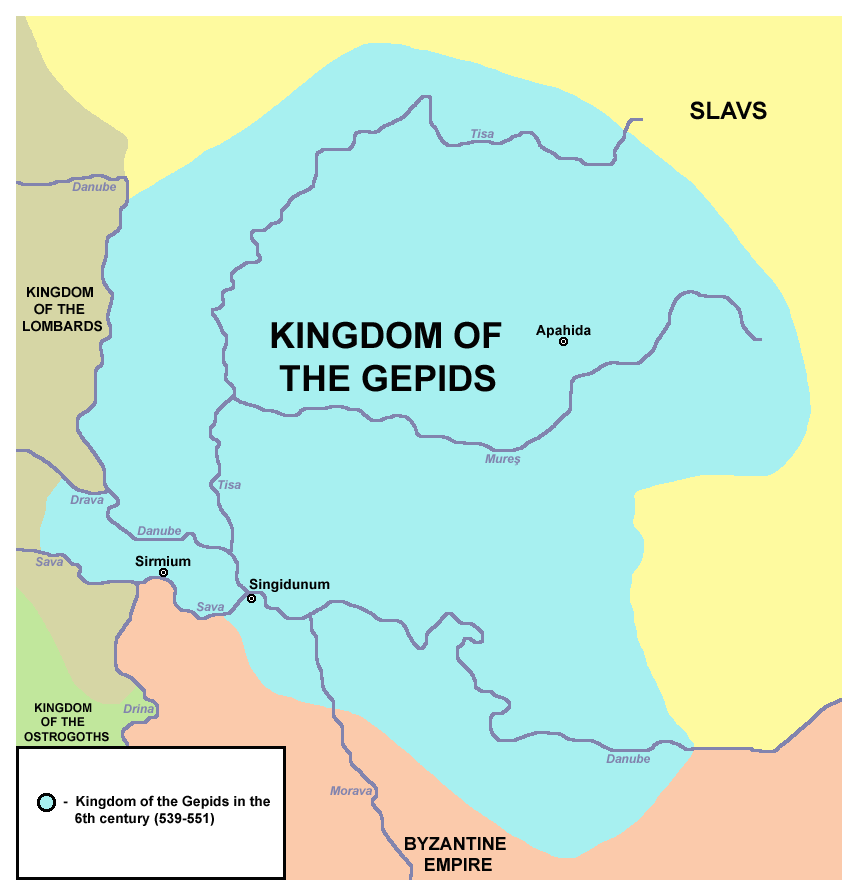
Reich der Gepiden im 6. Jahrhundert

Die Walachei, insbesondere ihr östlicher Teil als Ausläufer der Steppengebiete nördlich des Schwarzen Meeres, wurde zur Zeit der Völkerwanderung zu einem Durchzugsgebiet diverser Stammesverbände, welche diese Region als Einfallstor und Ausgangsbasis für ihre Kriegs- und Beutezüge ins byzantinische Reich südlich der Donau oder als Durchgangsstation vor dem Weiterzug nach Siebenbürgen und Pannonien nutzten.
Im 3. und 4. Jahrhundert etablierten sich in der östlichen Walachei die Goten. In den Quellen tauchen die Bezeichnungen Gutthiuda oder Gothia für das Gebiet der Walachei auf. Danach folgten die Hunnen im 4. und 5. Jahrhundert, die Gepiden westlich des Olt im 5. und 6. Jahrhundert, als das Gebiet der Walachei unter dem Namen Gepidia in den Quellen erscheint und die Awaren in der zweiten Hälfte des 6. Jahrhunderts. Seit der ersten Hälfte des 6. Jahrhunderts ließen sich in mehreren Wellen Slawen in der Walachei nieder, ihr erster namentlich bekannter Anführer war ein ab etwa 578 in den Quellen meist Daurentios genannter Mann, dem womöglich ein Ältestenrat zur Seite stand.
Das Erste Bulgarische Reich dehnte seine Herrschaft im 8. oder frühen 9. Jahrhundert auch nach Norden in die Walachei aus. Danach übten die Steppenvölker der Petschenegen und Kumanen vom 10. bis zum 11. Jahrhundert die Herrschaft über die Walachei aus, bis sie schließlich im 13. und 14. Jahrhundert im Rahmen der Goldenen Horde unter die Herrschaft der Tataren geriet. Während der ganzen Zeit kam es jedoch zu keiner territorial organisierten Reichsbildung mit Landesausbau, vielmehr ist von einer vermutlich sehr dünnen, nach dem 6. Jahrhundert stark slawisch geprägten sesshaften, Ackerbau und Viehzucht treibenden und nur lokal organisierten, Bevölkerung auszugehen, die den wechselnden Oberherrschaften nomadischer Steppenvölker tributpflichtig war. Walachen oder Vlahen  waren zwischen Donau und Südkarpaten nach einigen Belegen seit der Mitte des 11. Jahrhunderts, schriftlich erst ab dem frühen 13. Jahrhundert mit Sicherheit belegt.

## Mittelalter

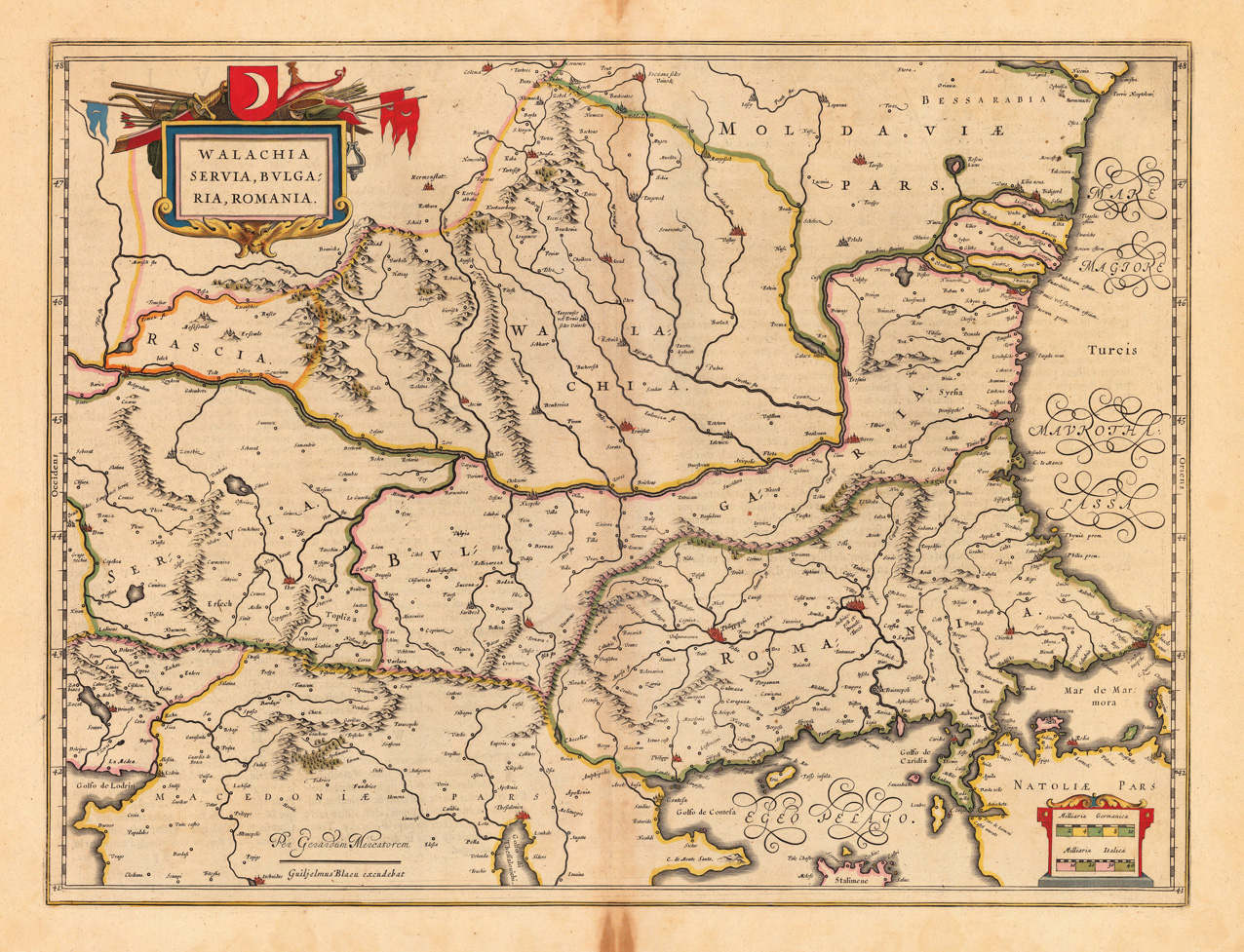
Die Walachei im Mittelalter

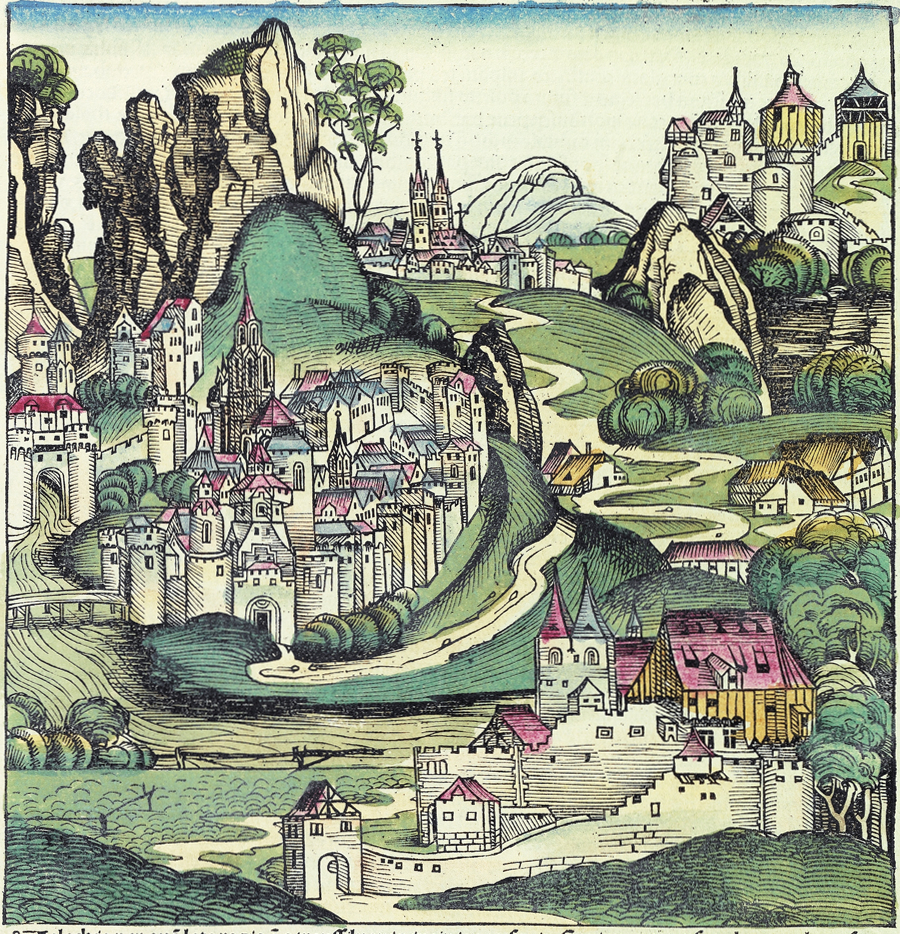
Walachei, dargestellt in der Nürnberger Chronik (1493)

Nach der vollständigen Eingliederung Siebenbürgens ins ungarische Königreich im 12. Jahrhundert griff dieses über die Karpaten hinaus, um Handelswege zu erschließen und Grenzmarken gegen das bulgarische Reich sowie die Kumanen, die über das Gebiet der späteren Moldau und der östlichen Walachei – in zeitgenössischen Quellen Cumania genannt – herrschten, einzurichten.
In der ersten Hälfte des 13. Jahrhunderts anerkannten die Kumanen die ungarische Oberhoheit und um 1227 wurde ein katholisches Bistum in Milcovul in der Gegend der heutigen Stadt Focșani errichtet. Der kumanische Herrschaftsbereich reichte im Westen bis zum Fluss Olt.
Westlich des Olt am Durchbruch der Donau durch die Karpaten am Eisernen Tor im äußersten Westen der Walachei hatte die ungarische Krone um die gleiche Zeit eine Grenzmark, das sogenannte Banat von Severin eingerichtet, das bis in die Walachei reichte.
Durch den Einfall der Mongolen bzw. Tataren im Jahr 1241 wurde der ungarische Einfluss in der Walachei stark eingeschränkt, das Gebiet geriet in der Folge unter die Vorherrschaft des tatarischen Herrschaftsverbandes der Goldenen Horde. Beidseits des Olt im Karpatenvorland wurden um die Mitte des 13. Jahrhunderts kleinräumige walachische Herrschaftsdistrikte unter formeller ungarischer Oberhoheit erwähnt.
Nach dem Tode des Khans Nogai 1299 war die Macht der Goldenen Horde an der unteren Donau stark geschwächt. So konnte sich aus lokalen Formationen, auf die Ungarn nominell nach wie vor Anspruch erhob, die aber noch unter Oberhoheit der Goldenen Horde standen, ein Herrschaftsverband verselbständigen, was letztendlich zur Gründung des Fürstentums Walachei führte.

## Fürstentum Walachei

Die Walachei und die verbündete Dobrudscha um 1390

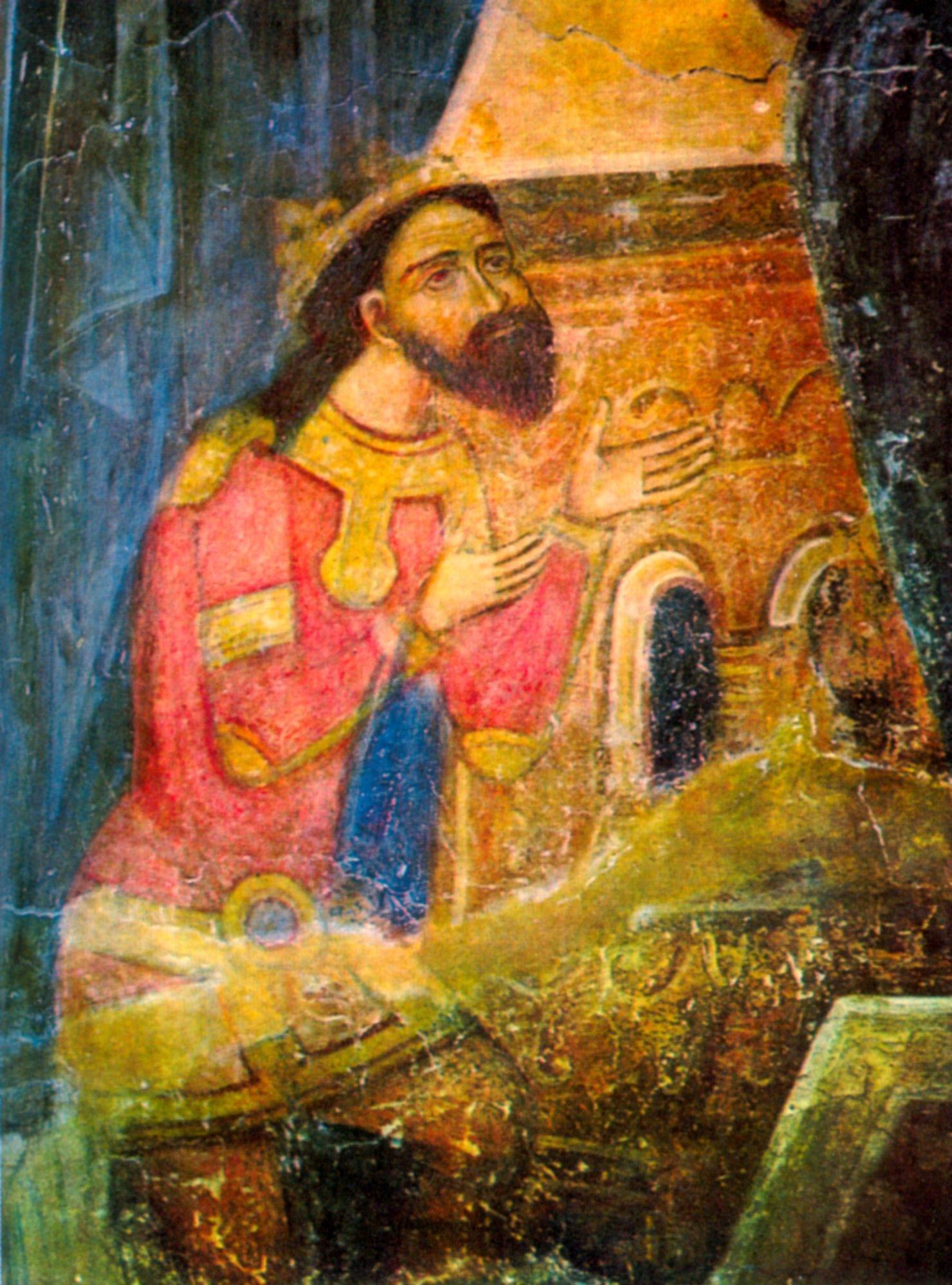
Basarab I.

### Gründung
Spätestens in den 1320er Jahren hatte sich in der Walachei mit Zentrum im Karpatenvorland und der
Residenz in Argeș, zeitweise auch in Câmpulung, aus dem Zusammenschluss diverser Territorien ein eigener Herrschaftsverband gebildet.
In der Schlacht bei Posada im November des Jahres 1330 gelang es Basarab I. (1310–1352) die von König Karl I. Robert angeführten Ungarn zu schlagen und seine Unabhängigkeit gegenüber den ungarischen Königen durchzusetzen. Er gründete die erste Landesdynastie in der Walachei, die Terra Basarab. Basarab I. gilt als Gründer der Walachei.
Sein Sohn Alexandru I. (1352–1364) orientierte das Land endgültig zum orthodoxen Glauben und gründete die Metropolie von Argeș.
Mit der Gründung der Klöster Tismana, Cozia, Curtea de Argeș begann ab 1359 der Aufbau einer orthodoxen Kirchenorganisation.
In den Jahrzehnten nach 1330 wurde das gesamte Gebiet zwischen Unterlauf der Donau und Südkarpaten erobert und unter Kontrolle gebracht.

#### Verwaltung

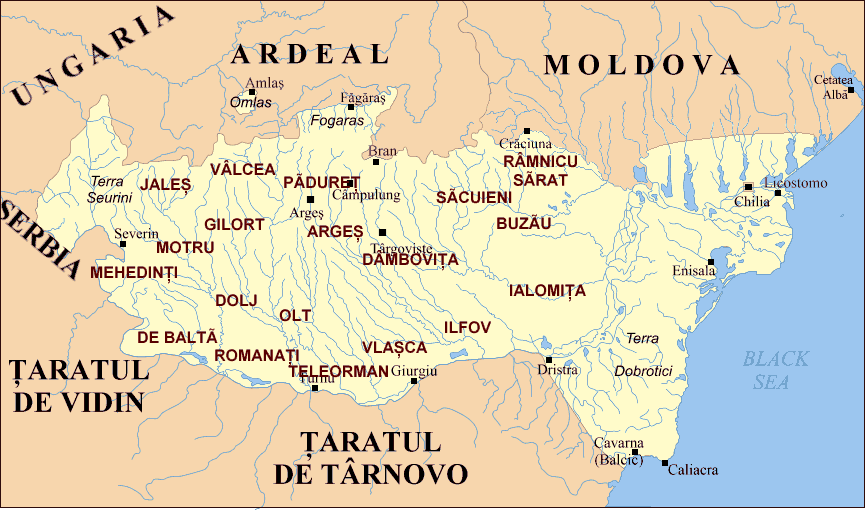
Einteilung in Județe im 14.–16. Jahrhundert

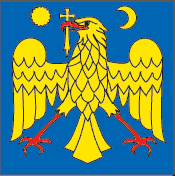
Wappen der Walachei

Wappen der Walachei

Die Herrscher dieses Landes trugen den Titel eines Woiwoden, einen aus dem Slawischen stammenden Begriff, der ursprünglich Heerführer bedeutete, im Königreich Ungarn aber auch einen königlichen Stellvertreter bezeichnete. Die Nachfolgeregelung basierte ursprünglich auf einem gemischten Erbwahlrecht, wobei alle männlichen Angehörigen des Woiwodengeschlechtes wählbar waren.
Den Woiwoden standen die Bojaren als Aristokratie zur Seite. Die Kriterien der Zugehörigkeit zum Bojarentum waren nicht genau geregelt, neben Abstammung von einem Bojarengeschlecht und Landbesitz spielte spätestens ab dem 17. Jahrhundert die Ausübung von Hofämtern die entscheidende Rolle.
Die administrative Verwaltungseinheit waren in der Walachei die Kreise, (rumänisch Județe), deren Namen vereinzelt bereits ab dem Ende des 14. Jahrhunderts, vor allem aber im Verlauf des 15. Jahrhunderts erschienen. Die Județe bildeten sich meist entlang von Flusstälern, von denen sie in der Regel auch den Namen übernahmen, ein Hinweis darauf, dass sie vermutlich aus dem Zusammenschluss von Talschaften und nicht als Burgbezirke entstanden sind.
Die Kleine Walachei behielt auch nach ihrer Eingliederung in den walachischen Herrschaftsverband eine Sonderstellung unter einem Funktionsträger mit dem Titel eines Ban, in der Tradition des Banats von Severin. Diesem kamen als höchstem Würdenträger nach dem Woiwoden und als dessen Stellvertreter in der Kleinen Walachei mit einem eigenen Hof weitgehende administrative, richterliche und militärische Kompetenzen zu, so etwa die Blutgerichtsbarkeit.
Der Woiwode war der Souverän par excellence, Herrscher des Landes und der Untertanen, höchster militärischer Kommandant, Richter und Gesetzgeber sowie Oberhaupt der Kirche. Man unterschied nicht zwischen persönlichen Einnahmen des Herrn und Einnahmen des Staates. Sie bestanden aus Steuern vom Landbesitz und Abgaben.
Eine wichtige Institution war der aus Bojaren gebildete Herrenrat (rumänisch consiliul domnesc) dem folgende Ämter angehörten: Innen- und Justizminister (vornic), Palatin (palatin), Kanzler (logofăt) oder (cancelar), Schatzmeister (vistier) oder (tezaurar), militärischer Befehlshaber (spătar), Mundschenk (paharnic), Tafelmeister (stolnic), Außenminister (postelnic).
Bei wichtigen Angelegenheiten kamen die Landesversammlungen zusammen. Die Versammlungen bestanden aus dem hohen Klerus, den Bojaren, Hofleuten und Heerführern.
Das Rechtsprinzip, das Ius Valachicum, stammte aus der späten romanischen Zeit und aus der Zeit der Völkerwanderung und basierte auf dem Gewohnheitsrecht. Gleichzeitig führten die Fürstentümer nach der Gründung eigene Gesetze nach byzantinischem Vorbild ein. Diese wurden von dem Juristen Stefan Werböczy im Jahr 1517 in Form eines Gesetzbuches in drei Teilen, Tripartitum, zusammengefasst. Am häufigsten wurde das Syntagma des Matei Vlastares angewandt. Die Rechtsinstanzen waren zahlreich, angefangen vom Dorfältesten, über den Feudalherren, bis hin zum obersten Herrscher. Der Souverän konnte auch das Pallasch-Recht an Feudalherren vergeben. Die kirchliche Justiz spielte eine wichtige Rolle. Sie hatten das Bestätigungsrecht, die Rolle der heutigen Notariate.

#### Kirchenorganisation
Der um die Mitte des 14. Jahrhunderts wieder wachsende Einfluss Ungarns südlich der Karpaten veranlasste den walachischen Woiwoden Alexandru I. 1359 eine orthodoxe Metropolie in Abhängigkeit vom ökumenischen Patriarchen in Konstantinopel einzurichten. Durch die Kirchenorganisation sollte der weiteren ungarischen Expansion, die sich als Mittel unter anderem der katholischen Mission bediente, ein Riegel vorgeschoben werden. Die Entscheidung für die Orthodoxie war daher auch machtpolitisch begründet. Die Anlehnung an Byzanz war vom Bestreben geprägt, sich vom ungarischen Einfluss zu lösen. Mit der kanonischen Eingliederung in die orthodoxe Kirchenhierarchie war zugleich auch eine enge kulturelle und dynastische Anlehnung an die orthodoxen, südslawisch geprägten Reiche der Bulgaren und Serben verbunden. Dies fand seinen Ausdruck etwa beim Aufbau des Klosterwesens, das stark südslawisch und griechisch geprägt war. Nicht zuletzt setzte sich als Kanzleisprache auch das Kirchenslawische auf der Grundlage des Mittelbulgarischen, später des Serbischen, durch.
Der Metropolit der Walachei residierte bis 1517 in Curtea de Argeș, bis 1668 in Târgoviște und danach in Bukarest.

### Osmanenherrschaft

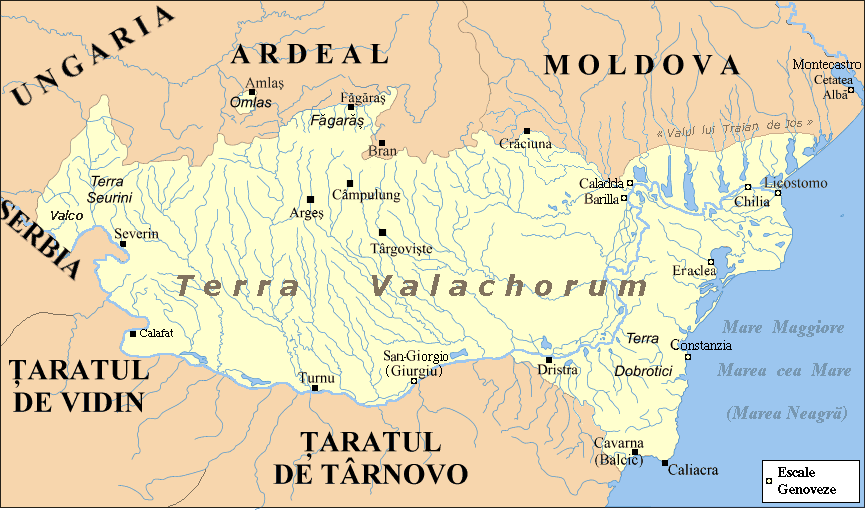
Die Walachei und die Dobrudscha unter Mircea dem Alten

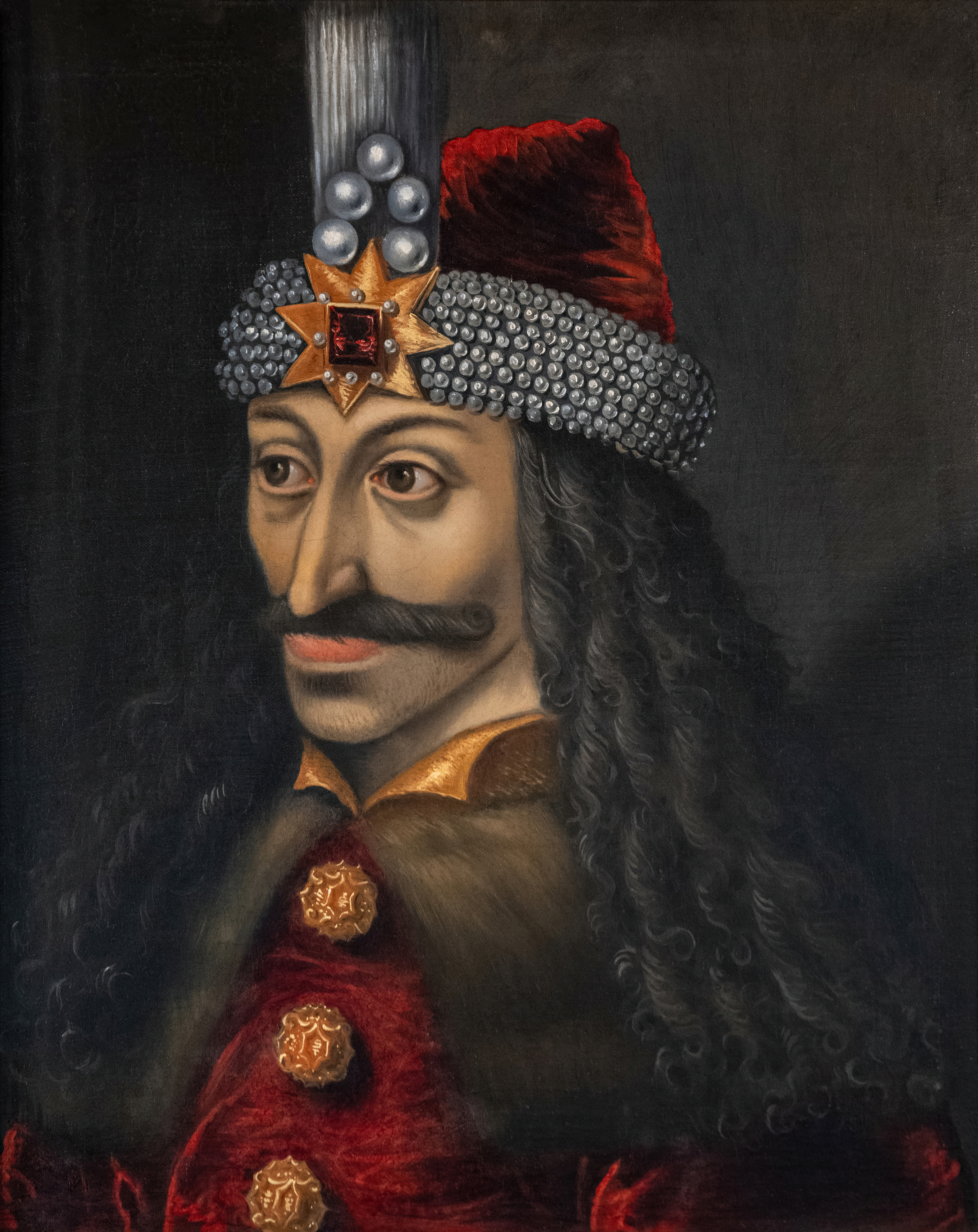
Vlad der Pfähler

Der Beginn der osmanischen Vorherrschaft kann nicht genau datiert werden, vielmehr vollzog sich die Unterordnung der Walachei unter das Osmanische Reich in einem schrittweisen, von Rückschlägen unterbrochenen Prozess. In der Historiographie wird dieser Zeitpunkt zwischen das frühe 15. und Mitte des 16. Jahrhunderts festgelegt. Die definitive Ausgestaltung der osmanischen Oberhoheit fand um die Mitte des 16. Jahrhunderts statt.
Einer der bedeutendsten Fürsten der Walachei war zweifelsohne Mircea cel Bătrân (1397–1418). Er konsolidierte das Land wirtschaftlich, politisch und sozial. Obwohl Mircea cel Bătrân die Osmanen unter Bayezid I. in der Schlacht bei Rovine besiegte, musste er die Donauhäfen Brăila, Turnu und Giurgiu an die Osmanen abtreten und mit Sultan Mehmed I. ein Abkommen schließen, wodurch die Türken die Autonomie der Walachei gegen einen jährlichen Tribut von 3.000 Goldmünzen anerkannten.
Nachdem Vlad III. Drăculea (1448; 1456–1462; 1476) zum Fürsten der Walachei gekrönt wurde, widmete er sich in erster Linie dem antiosmanischen Kampf. Er weigerte sich den von den Türken verlangten Tribut von rumänischen Kindern zu liefern und erhob sich mit seltener Heftigkeit gegen den Feind. Die Strafe für die gefangenen Feinde war zumeist das Pfählen, was ihm den Beinamen Vlad Țepeș (deutsch „Vlad der Pfähler“) einbrachte. Schließlich ließ Mehmed II. ihn verhaften und zwang Vlad ins Exil nach Ungarn. Vlad sah sich gezwungen, den von Mircea cel Bătrân 1411 mit den Türken abgeschlossenen Vertrag 1460 zu erneuern und er verpflichtete sich zur Zahlung von Tribut an die Türken. Nach seinem Tod schwächte sich der Widerstand der Walachei gegen die Osmanen erheblich ab und die Osmanen setzten 1463 sogar einen muslimischen Fürsten ein (bis 1474).
Neagoe Basarab (1512–1521) zog sich auf die Förderung von Kirchen und Klöstern zurück. Er war unter anderem der Stifter des Klosters von Curtea de Argeș.

#### Festigung der Osmanenherrschaft

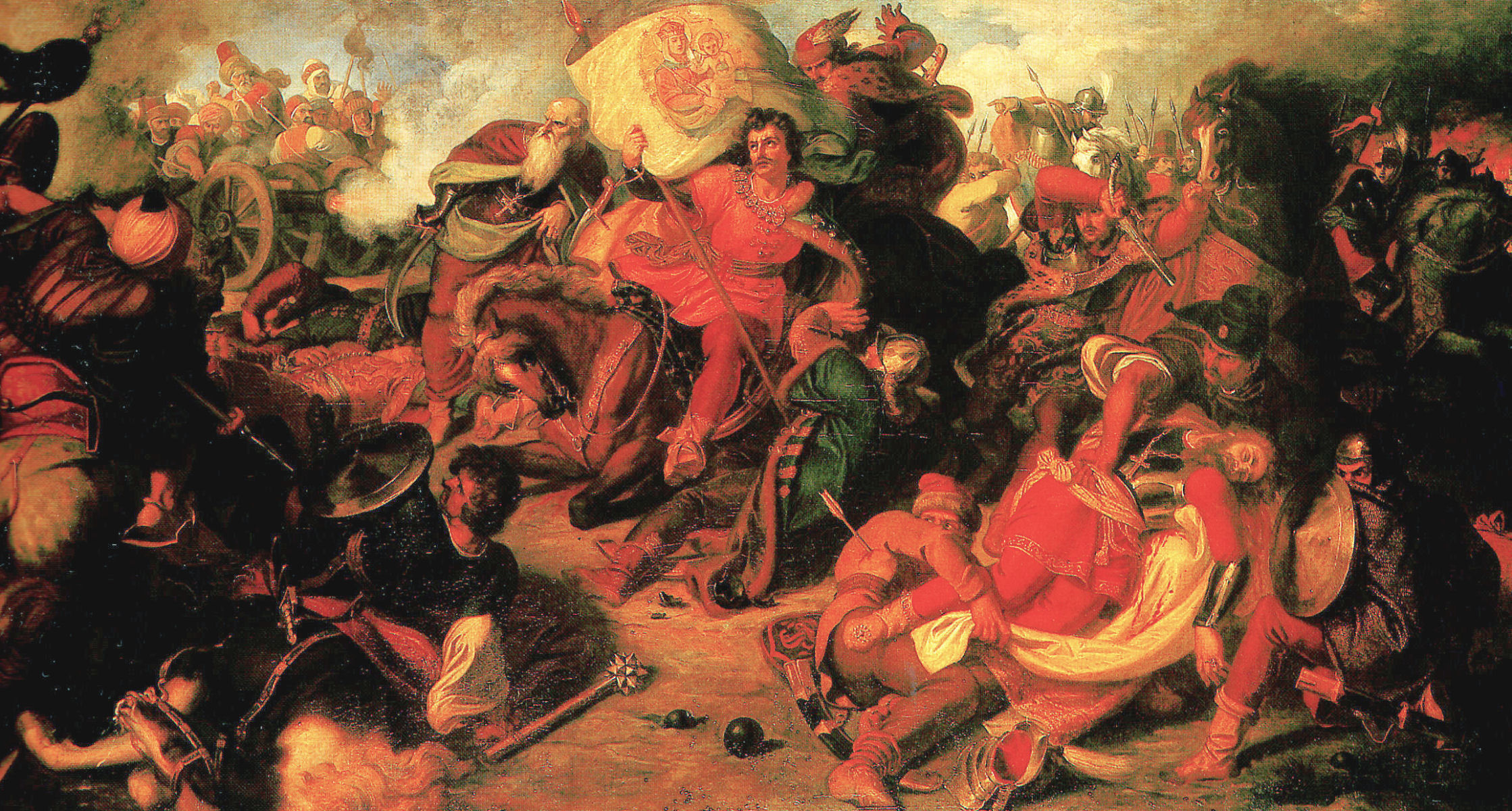
Die Schlacht bei Mohács (1526)

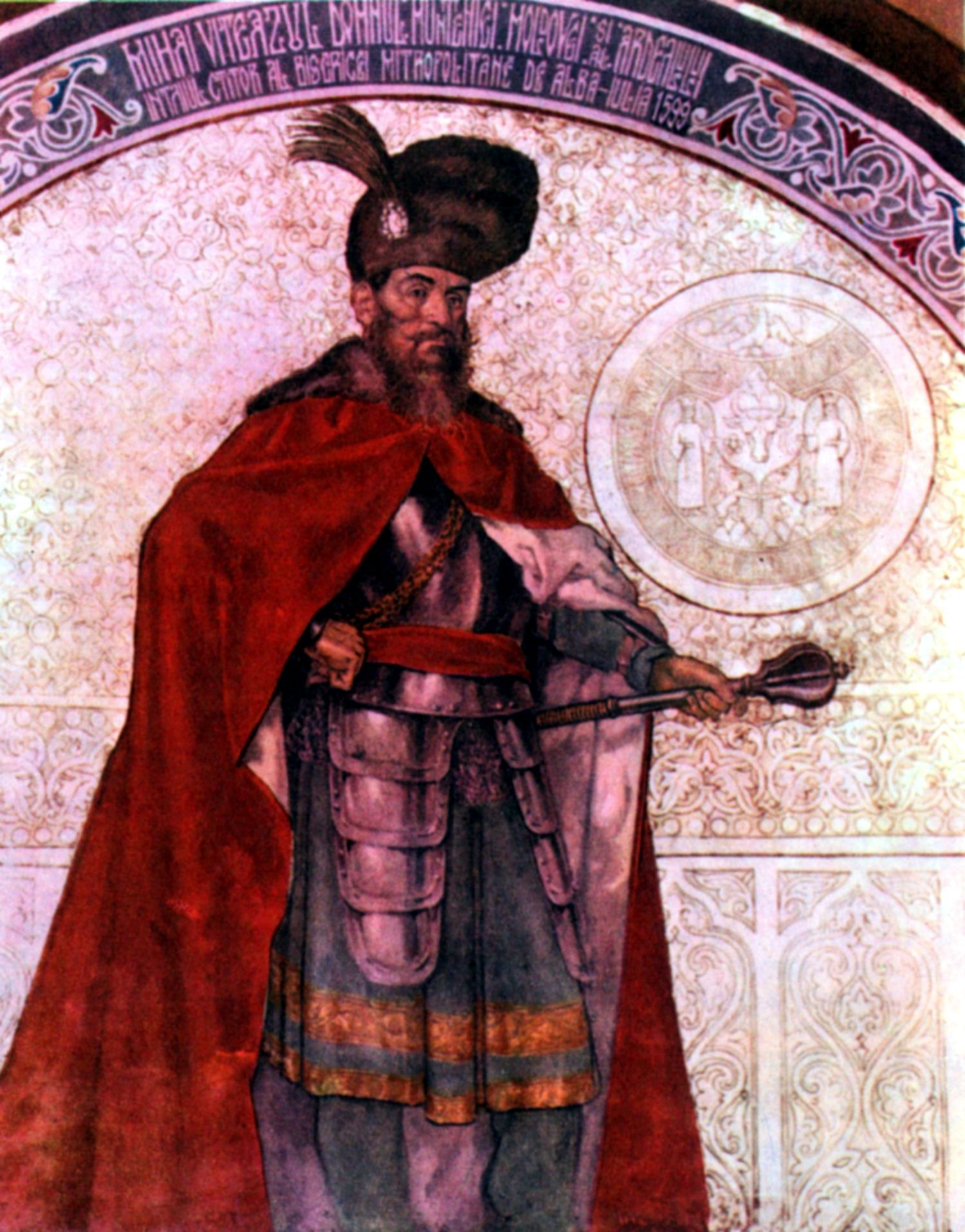
Mihai der Tapfere

Um die Mitte des 16. Jahrhunderts wurde es üblich, einen Woiwoden, meist gegen Bestechung, unter Missachtung des bisher zumindest formell beachteten Wahlrechtes des Landes direkt durch die Hohe Pforte zu ernennen. Die Walachei war inzwischen auf allen Seiten von osmanischen Territorien umgeben, da das Osmanische Reich nach dem Untergang des mittelalterlichen Königreichs Ungarn in der Schlacht bei Mohács (1526) seinen Machtbereich auf Zentralungarn und Siebenbürgen ausgedehnt hatte und auch die Moldau in osmanische Abhängigkeit geraten war. Die osmanische Expansion machte vor der Walachei nicht halt. Die teils schon zuvor eroberten Donauhäfen Turnu Măgurele, Giurgiu und Brăila wurden in der ersten Hälfte des 16. Jahrhunderts bis 1829 direkter osmanischer Verwaltung unterstellt.
Davon abgesehen verblieb die Walachei jedoch als autonome Woiwodschaft unter osmanischer Oberhoheit bestehen und wurde formell nie direkt ins osmanische Reich eingegliedert. Im osmanischen Verständnis hatte die Walachei die Funktion einer Pufferzone zwischen ihrem eigentlichen Reichsgebiet und den als Feindesland betrachteten christlichen Reichen. Die Verpflichtungen der Wallachei bestanden vor allem in der Ablieferung von Tribut und Abgaben.
Die Anstrengungen von Mihai Viteazul (1593–1601), die Unabhängigkeit seines Reichs zu wahren, machen ihn zum gefeierten Nationalhelden. Vom November 1594 bis Februar 1595 vertrieb er Türken und Tataren aus der Walachei, und am 6. September 1595 bereitete er in der Schlacht bei Călugăreni dem weit überlegenen Heer von Koca Sinan Pascha eine schwere Niederlage. Nachdem Mihai am 28. Oktober 1599 Andreas Báthory am Schellenberg bei Hermannstadt und Anfang 1600 Ieremia Movilă aus der Moldau besiegte, ließ er sich am 1. Juli 1600 in Alba Iulia zum Fürsten der Walachei, der Moldau und Siebenbürgens ausrufen und vollzog somit für wenige Monate eine erste Vereinigung dieser drei Fürstentümer.
Am 16. Juli verlor er jedoch gegen General Basta die Schlacht bei Mirăslău und wurde am 19. August auf Bastas Befehl im Lager von Turda meuchlings ermordet.
Der letzte bedeutende einheimische Fürst der Walachei war Matei Basarab (1632–1654). Er verteidigte das Land gegen innere Prätendenten, gegen den Fürsten der Moldau Vasile Lupu und gegen die Osmanen. Er verbesserte die Verwaltung, verfasste ein bürgerliches Gesetzbuch, gründete Schulen, Kirchen und Klöster, druckte rumänische Kirchenbücher. In seiner Amtszeit ließ Fürst Basarab mehr als 45 Kirchen und Klöster errichten. Bis 1659 war Târgoviște die Hauptstadt der Walachei, danach Bukarest.
Nach dem österreichischen Sieg im Venezianisch-Österreichischen Türkenkrieg wurde die Kleine Walachei im Frieden von Passarowitz 1718 der Habsburgermonarchie zugesprochen. Dies wurde nach dem 7. Österreichischen Türkenkrieg im Frieden von Belgrad 1739 wieder rückgängig gemacht. Diese relativ kurze, gut zwei Jahrzehnte dauernde Teilung der Walachei war das einzige Mal, dass ein größeres Territorium von der Walachei abgetrennt wurde und unter direkte Verwaltung einer auswärtigen Macht kam.

#### Phanariotenzeit

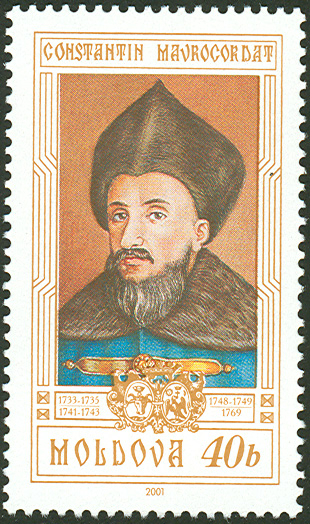
Constantin Mavrocordat

Eine wichtige Position errangen mit der fortschreitenden Integration in den osmanischen Machtbereich christliche Personen aus dem Osmanischen Reich, die verstärkt ab dem 17. Jahrhundert eine wichtige Rolle im Handel, Handwerk, Gastgewerbe, im Kreditwesen und der Verwaltung, aber auch in der Kirche zu spielen begannen. Es handelte sich um eine heterogene Gruppe unterschiedlicher sozialer und ethnischer Herkunft: Griechen, Südslawen, Albaner, Balkan-Vlachen, Armenier, die ihren Einfluss auf Kosten der alteingesessenen Bojarenfamilien ausweiten konnten und zusammenfassend als „Griechen“ bezeichnet wurden. Die führende soziale Schicht der Walachei wurde dadurch stark verändert, es kam auf kulturellem Gebiet zu einer Gräzisierung und Orientalisierung der lokalen Oberschicht bei einer gleichzeitigen Zunahme der Bedeutung der rumänischen Sprache in Verwaltung, Kirche und Chronistik.
Angesichts der Unzuverlässigkeit einheimischer Woiwoden, die oftmals im Geheimen Kontakte zu christlichen Mächten suchten, setzte die 1715 begonnene und bis 1821 andauernde Praxis ein, nur noch Landesfremde als Woiwoden einzusetzen. Dabei setzte die Hohe Pforte bei der Ernennung auf Vertreter einflussreicher christlicher Familien aus dem Osmanischen Reich, nach dem Konstantinopler Stadtteil Phanar gemeinhin als Phanarioten bezeichnet.
Constantin Mavrocordat war zweifelsohne der repräsentativste Herrscher der Phanariotenzeit. Er war sechsmal Herrscher der Walachei und hob 1746 die Leibeigenschaft auf.
Die griechische Hetärie von 1821 und der Aufstand unter Tudor Vladimirescu läuteten den Anfang des Untergangs der Phanariotenherrschaft ein. Tudors Erhebung in der Kleinen Walachei galt den Türken und Griechen und war von nationalen Motiven geleitet. Alexander Ypsilantis ließ ihn und seine Schar bei Târgoviște am 27. Mai 1821 meuchlings ermorden. Als Folge beschloss die Hohe Pforte, künftig nur noch einheimische Fürsten einzusetzen.

### Russisches Protektorat

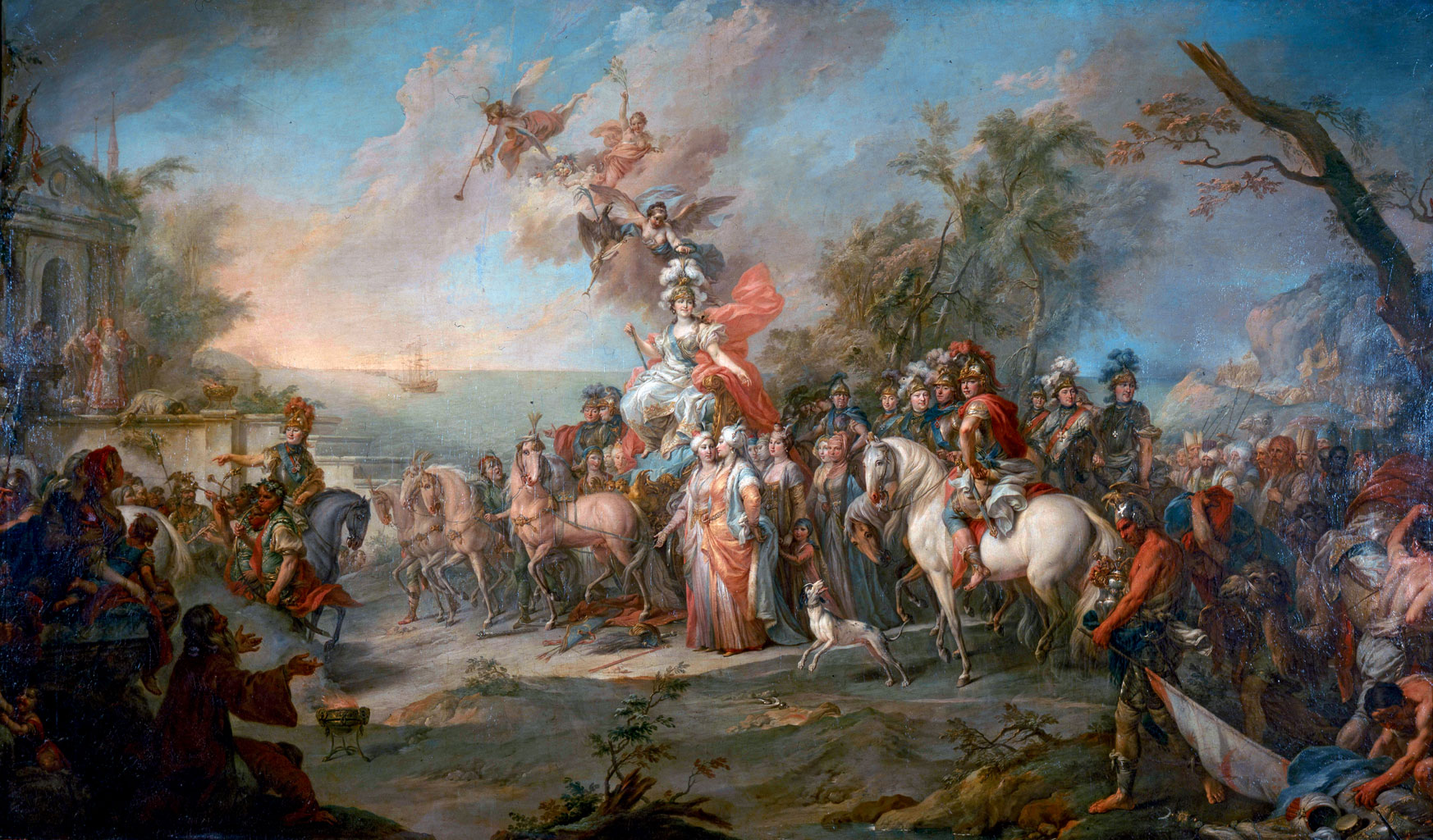
Russisch-Türkischer Krieg (1768–1774)

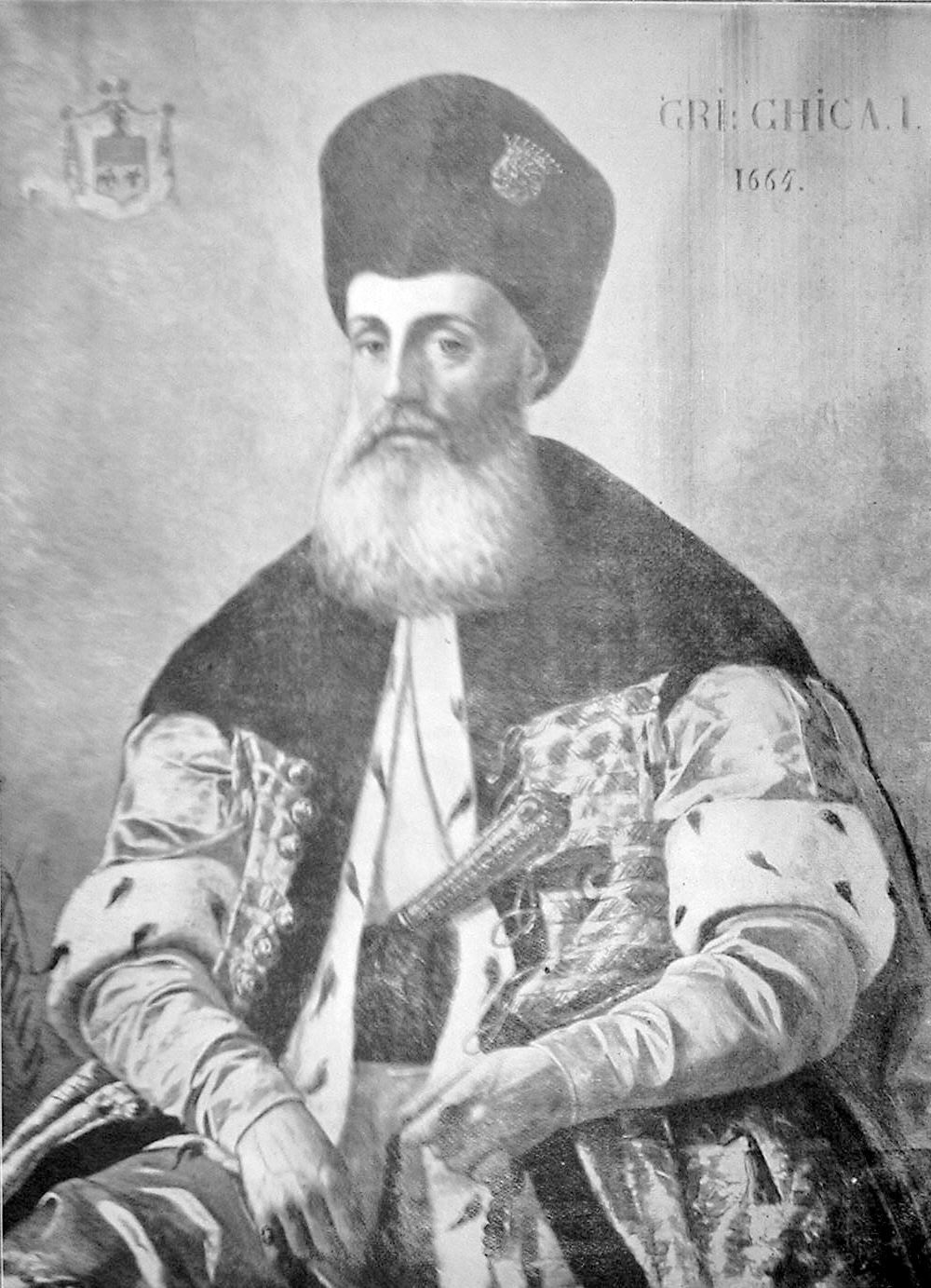
Grigore Ghica

Russland nutzte die zunehmende Schwäche des Osmanischen Reiches zugunsten der eigenen Expansion. Der wachsende Machtverfall der Hohen Pforte führte dazu, dass Russland den Anspruch erhob, als Schutzmacht über die Geschicke der Walachei mitzubestimmen.

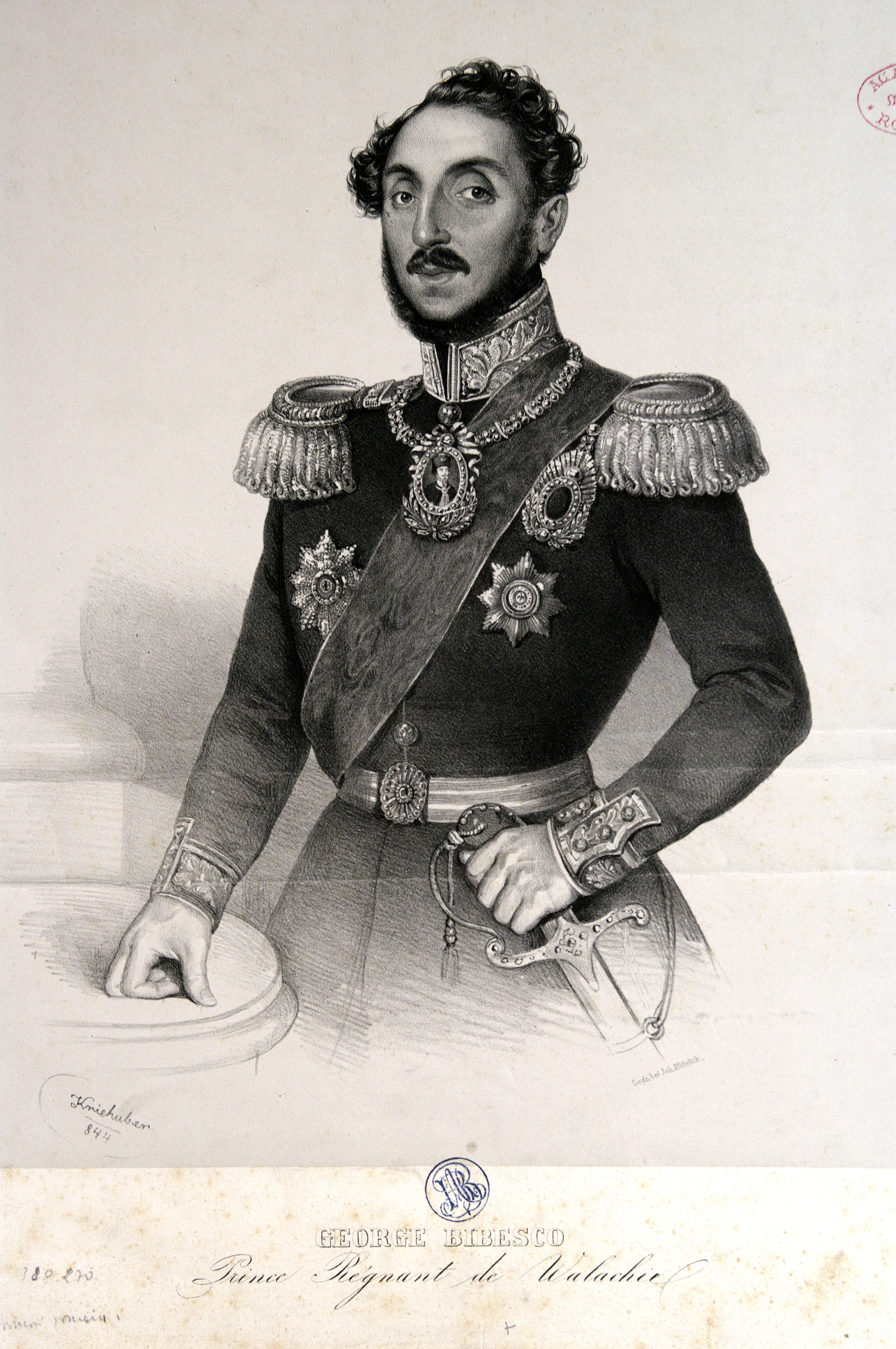
George Bibescu, Fürst der Walachei, 1844

Der erste einheimische Fürst, nach der Phanariotenzeit, war Grigore IV. Ghica (1822–1828). Er wurde im Jahr 1822 von der Hohen Pforte ernannt, musste aber der russischen Invasion von 1828 weichen. Der Friede von Küçük Kaynarca (1774) als Folge des Russisch-Türkischen Kriegs (1768–1774) hatte den Grundstein zum russischen Protektorat in den Donaufürstentümern gelegt. Jeder spätere russisch-türkische Vertrag dehnte die Machtbefugnisse Russlands immer mehr aus, während er die Rechte der Pforte einschränkte und diejenigen der Fürstentümer vernichtete.
Im Jahr 1832 wurde das neue Grundgesetz „Organisches Reglement“ als ein Verwaltungskodex durch den Machtanspruch Russlands oktroyiert, das nun auch die Herrscher ernannte: Alexandru II Ghica (1834–1842) und Gheorghe Bibescu (1842–48). Diese waren nichts anderes als russische Statthalter, die selbst für innere Verwaltungsangelegenheiten ihre Befehle aus Sankt Petersburg erhielten.

## Nationalstaat

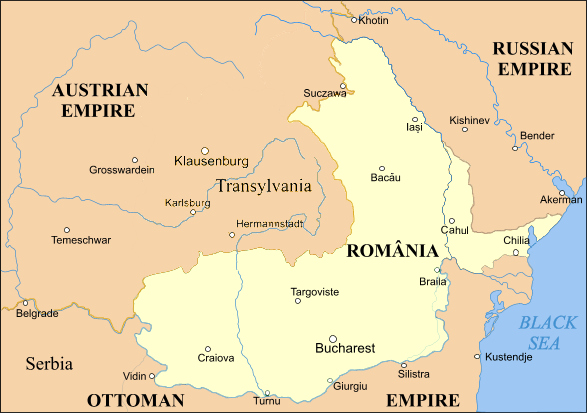
Rumänien 1859

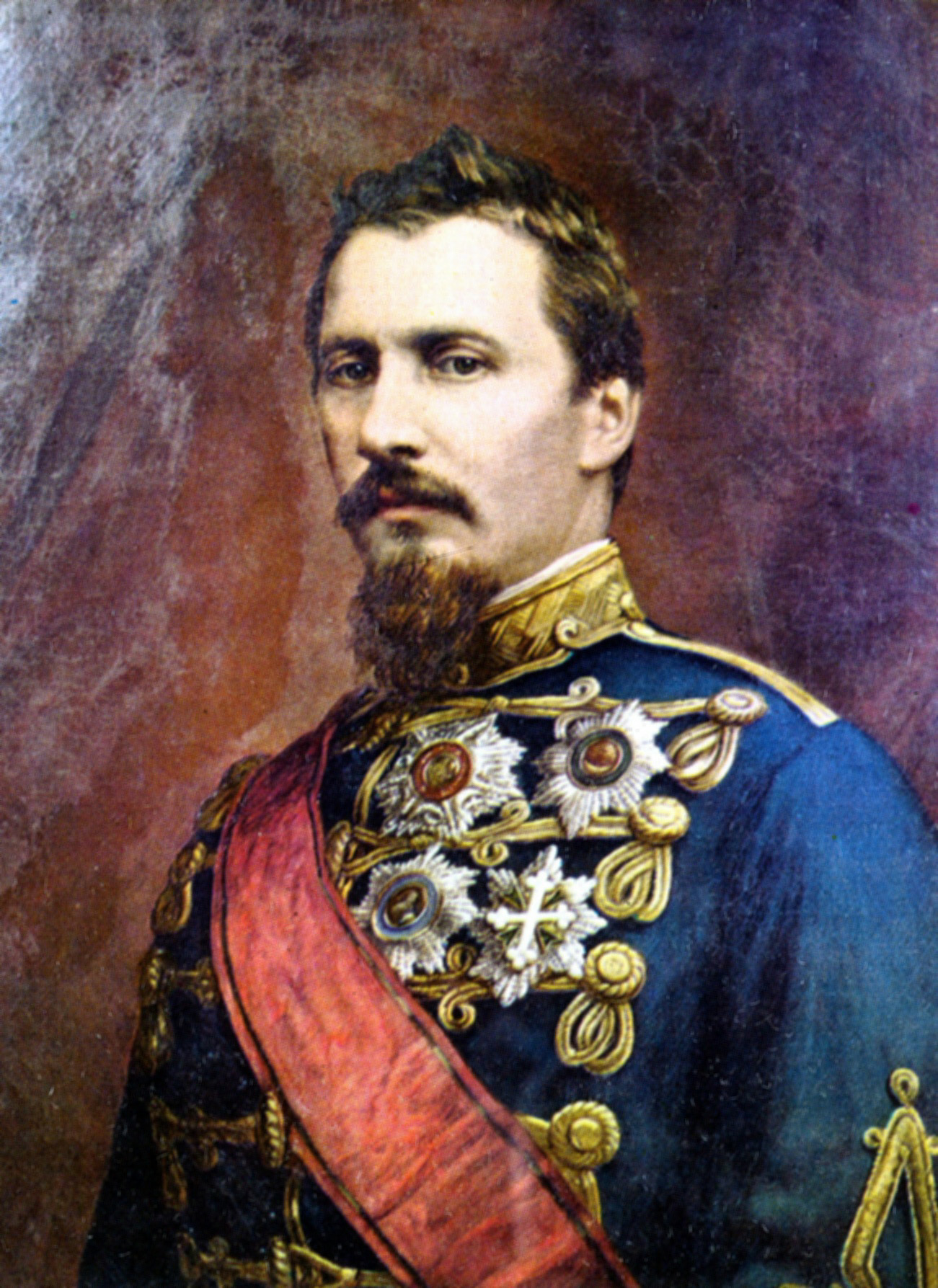
Alexandru Ioan Cuza

Die beginnende rumänische Nationalbewegung, die anfänglich von einer dünnen, sich westeuropäischen Einflüssen öffnenden Schicht aus dem Bojarentum getragen wurde, begann im zweiten Viertel des 19. Jahrhunderts die Vereinigung mit der benachbarten Moldau sowie die staatliche Unabhängigkeit als Ziele zu formulieren.
Unter dem Einfluss der französischen Revolution des Jahres 1848 kam es auch in der Walachei zu Unruhen. Am  11. Junijul. / 23. Juni 1848greg. unterzeichnete Fürst Bibescu unter dem Druck einer mächtigen Volksbewegung die neue Verfassung, dankte am  13. Junijul. / 25. Juni 1848greg. ab und verließ Bukarest, wo eine provisorische Regierung eingesetzt wurde.
Durch die doppelte Wahl von Alexandru Ioan Cuza 1859 wurde die Vereinigung der Fürstentümer Walachei und Moldau vollzogen. Damit endet faktisch die Geschichte der Walachei als Staat. Durch die Vereinigung der Fürstentümer Walachei und Moldau wurden die Grundlagen des modernen rumänischen Staates gelegt.
Innerhalb des neu entstandenen rumänischen Staates bildete die Walachei die zentrale Rolle und prägte den neuen Staat wesentlich. Mit Bukarest lag die Hauptstadt in diesem Landesteil, auch in wirtschaftlicher und kultureller Hinsicht kam ihr eine bedeutende Rolle zu. Nach der Erweiterung Rumäniens um eine ganze Reihe weiterer Territorien infolge des Ersten Weltkrieges blieb diese Funktion in gewisser Weise dank des starken Zentralismus bis heute erhalten.

## Schlussfolgerung
Die große Entfernung von den Reichszentren brachte es mit sich, dass das Gebiet der Walachei gewöhnlich am äußersten Rand der Einflussbereiche umliegender Reiche lag. So kam es zwar andauernd zu Überschneidungen der Interessensphären auf dem Gebiet der Walachei, was aber andererseits durch die gegenseitige Konkurrenz eine dauerhafte Etablierung eines der Reiche verhinderte. Sehr lange Zeit blieb die Walachei daher außerhalb der Gemeinschaft mittelalterlicher europäischer Herrschaftsgebilde. An einer Schnittstelle dreier großer kulturhistorischer Räume gelegen, eurasischer Steppengürtel/Osteuropa, Ostmitteleuropa, Südosteuropa, deren Einflüsse sich hier überlagerten, war die Walachei stets ein nach außen, vor allem nach Osten und Süden offener Raum. Nach der Entstehung der Woiwodschaft verlagerte sich die hauptsächliche Orientierungsrichtung, nach einer Übergangsperiode im 14. Jahrhundert, langsam von Osten nach Süden. Nicht nur der direkte Osmanische Einfluss ist von Bedeutung, sondern auch die Aufnahme und Weiterpflege des byzantinischen Erbes der untergegangenen orthodoxen Reiche Südosteuropas. Im späten 18. Jahrhundert begann die hauptsächliche Orientierung in Richtung Westeuropa. Die Geschichte der Walachei ist daher auch die Geschichte des Zusammenfließens, der Überlagerung und Synthese von Strömungen aus unterschiedlichen Großregionen.